# Dubouzetia dentata
Dubouzetia dentata är en tvåhjärtbladig växtart som beskrevs av Albert Charles Smith. Dubouzetia dentata ingår i släktet Dubouzetia och familjen Elaeocarpaceae. Inga underarter finns listade i Catalogue of Life.